# Hægebostad
Hægebostad ist eine Kommune im norwegischen Fylke Agder. Die Kommune hat 1786 Einwohner (Stand: 1. Januar 2025). Verwaltungssitz ist die Ortschaft Tingvatn.

## Geografie
Hægebostad liegt nordwestlich der Stadt Kristiansand im südnorwegischen Fylke Agder. Die Gemeinde grenzt im Nordosten an Åseral, im Südosten und Süden an Lyngdal sowie im  Westen an die Kommune Kvinesdal. Im Zentrum der Kommune liegt der See Lygne. Der See wird vom Fluss Storåni durchflossen, der in Nord-Süd-Richtung durch die Kommune führt. Die Gesamtfläche der Kommune beträgt 461,32 km², wobei Binnengewässer zusammen 37,06 km² ausmachen.
Im Süden von Hægebostad liegt das Gelände auf einer Höhe von 400 bis 600 moh. Die höchsten Erhebungen der Kommune liegen im Norden von Hægebostad, wo Höhen von über 900 moh. erreicht werden. Die Erhebung Oddevassheia auf der Nordgrenze zu Åseral und Kvinesdal stellt mit einer Höhe von 966,36 moh. den höchsten Punkt der Kommune Hægebostad dar.

## Einwohner
Das Haupttal der Kommune ist am dichtesten besiedelt. Dort liegen unter anderem das Verwaltungszentrum Tingvatn und Snartemo. Des Weiteren ist auch das Gebiet entlang des Fylkesveis 42 im Norden bewohnt. An der Straße liegen unter anderem die Orte Skeie und Eiken. Zudem sind einige Seitentäler der Kommune bewohnt. Hægebostd hatte im Jahr 1890 noch 2125 Einwohner, anschließend war die Zahl der Einwohner rückläufig. Von 1930 bis 1946 stieg die Einwohnerzahl aufgrund der Bauarbeiten an der Bahnlinie Sørlandsbanen wieder an. Danach ging die Zahl bis 1974 auf 1486 Einwohner zurück. Im Anschluss kam es erneut zu einem leichten Anstieg. Skeie ist der einzige sogenannte Tettsted, also die einzige Ansiedlung, die für statistische Zwecke als eine städtische Siedlung gewertet wird. Zum 1. Januar 2024 lebten dort 237 Einwohner.
Offizielle Schriftsprache ist wie in einigen weiteren Kommunen in Agder Nynorsk, die weniger weit verbreitete der beiden norwegischen Sprachformen.
| Jahr          | 1986 | 1990 | 1995 | 2000 | 2005 | 2010 | 2015 | 2020 | 2025 |
| ------------- | ---- | ---- | ---- | ---- | ---- | ---- | ---- | ---- | ---- |
| Einwohnerzahl | 1604 | 1541 | 1578 | 1621 | 1594 | 1624 | 1693 | 1680 | 1786 |

## Geschichte

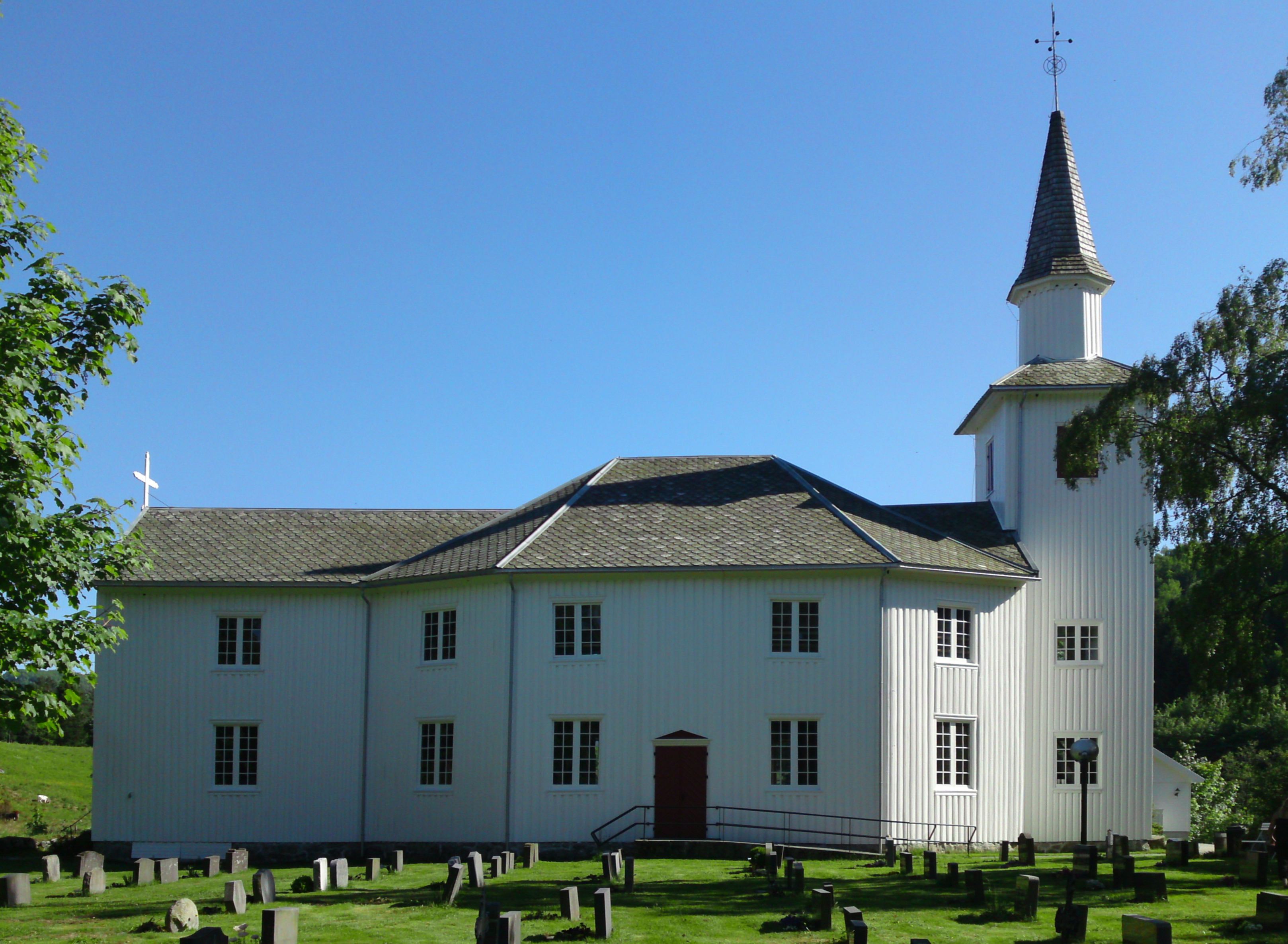
Die Hægebostad kirke

Von der Kommune Hægebostad wurde zum 1. Januar 1916 die Kommune Eiken abgespalten. Hægebostad verblieb nach der Abtrennung mit 867 Einwohnern, während Eiken bei seiner Gründung 932 Einwohner hatte. Zum 1. Januar 1963 wurde Eiken wieder nach Hægebostad eingegliedert. Eiken brachte dabei 784 Einwohner nach Hægebostad mit zuvor 813 Einwohner ein. Bis zum 31. Dezember 2019 gehörte Hægebostad dem damaligen Fylke Vest-Agder an. Dieses ging im Zuge der Regionalreform in Norwegen in das zum 1. Januar 2020 neu geschaffene Fylke Agder über.
In der Kommune gibt es zahlreiche Hügelgräber, Bautasteine und weitere Funde. Im Jahr 1933 wurde das Snartemo-Schwert gefunden, das etwa um das Jahr 500 entstanden sein soll. Es wurde nach dem Fundort Snartemo benannt.
In Hægebostad liegen zwei Kirchen. Die Hægebostad kirke ist eine Holzkirche aus dem Jahr 1844. Sie hat einen achteckigen Grundriss. Aus dem Jahr 1817 stammt die Eiken kirke, bei der es sich ebenfalls um eine Holzkirche handelt. Die Kirche von Eiken hat einen kreuzförmigen Grundriss.

## Wirtschaft und Infrastruktur

### Verkehr
Durch die Kommune führt in Ost-West-Richtung die Bahnlinie Sørlandsbanen. Diese führt in Hægebostad durch zwei lange Tunnel und hat dazwischen eine Haltestelle in Snartemo. Der Hægebostadtunnel führt östlich des Haltepunkts von Lyngdal nach Hægebostad und hat eine Länge von rund 8,5 Kilometern. Der Kvinesheitunnel führt westlich von Snartemo auf rund 9,1 Kilometern nach Kvinesdal. Die beiden Tunnel gehören zu den längsten Eisenbahntunneln Norwegens. Bei den Bauarbeiten starben 24 Personen. Der Bahnhof von Snartemo (Snartemo stasjon) wurde im Jahr 1943 eröffnet, als die Sørlandsbanen bis Moi fertiggestellt wurde.
Im Norden verläuft der Fylkesvei 42 in Ost-West-Richtung durch die Kommune. Vom Fylkesvei 42 zweigt der Fylkesvei 43 im Osten und der Fylkesvei 4188 im Westen des Lygne in den Süden ab. Der Fylkesvei 43 führt von Hægebostad weiter in den Süden zur Europastraße 39 (E39).

### Wirtschaft
Für die Lokalwirtschaft spielen die Land- und Forstwirtschaft eine größere Rolle. Typische Formen der Landwirtschaft sind vor allem die Milchproduktion sowie die Haltung von Schafen. In der Industrie sind die Holz-, die Metallwaren und die Möbelindustrie stärker vertreten. Im Ort Eiken ist auch der Tourismus von wirtschaftlicher Bedeutung. Im Jahr 2021 arbeiteten von rund 950 Arbeitstätigen etwa 510 in Hægebostad selbst, über 150 Personen pendelten in die Nachbarkommune Lyngdal. Der Rest verteilte sich auf Kommunen wie Kristiansand und Kvinesdal.

## Name und Wappen
Das seit 1986 offizielle Wappen der Kommune zeigt zwei goldene Schwerte auf rotem Hintergrund. Diese sollten die Schwertfunde in der Kommune darstellen. Hægebostad wurde im Jahr 1435 im Zusammenhang als a Hægabostaþum erwähnt. Der altnordische Name ist *Helgabólstaðir. Dieser Name enthält die Pluralform von bólstaðr, dem Wort für Wohnort oder Hof. Der erste Namensbestandteil leitet sich vermutlich von heilagr (deutsch heilig) ab.